# گویدو مسینا
گویدو مسینا (ایتالیایی: Guido Messina؛ زادهٔ ۴ ژانویهٔ ۱۹۳۱) دوچرخه‌سوار اهل ایتالیا است.
وی در مسابقات کشوری و بین‌المللی در مجموع برندهٔ ۶ مدال طلا، ۳ مدال برنز شده‌است.